# Зденька Ваврова
Зденька Ваврова (чеськ. Zdeňka Vávrová, нар. 1945) — чеський астроном, першовідкривачка астероїдів.

## Кар'єра
У 1975—1995 роках працювала в обсерваторії Клеть. Почала працювати як асистентка керівника обсерваторії Антоніна Мркоса. У період з 1978 по 1991 роки Зденька Ваврова відкрила 115 астероїдів та одну комету. Спочатку цей об'єкт спостерігався як астероїд, не проявляючи кометної активності, і отримав тимчасове позначення +1983 JG. Однак пізніше, знімки, зроблені американським астрономом Чарльзом Ковалем, показали наявність навколо нього газопилової оболонки. Комета отримала назву на честь обох астрономів — 134P/Коваля-Ваврової.

## Вшанування
В знак визнання заслуг Зденьки Ваврової один з астероїдів був названий на її честь — 3364 Зденка.

## Астероїди, відриті Вавровою
| Відкриті астероїди: 115 | Відкриті астероїди: 115 |
| ----------------------- | ----------------------- |
| 2315 Чехословакія       | 19 лютого 1980          |
| 2321 Лужниці            | 19 лютого 1980          |
| 2365 Інтеркосмос        | 30 грудня 1980          |
| 2390 Нежарка            | 14 серпня 1980          |
| 2442 Корбетт            | 3 жовтня 1980           |
| 2474 Рубі               | 14 серпня 1979          |
| 2522 Триглав            | 6 серпня 1980           |
| 2523 Риба               | 6 серпня 1980           |
| 2524 Будовісіум         | 28 серпня 1981          |
| 2544 Губарєв            | 6 серпня 1980           |
| 2568 Максутов           | 13 квітня 1980          |
| 2581 Радегаст           | 11 жовтня 1980          |
| 2599 Веселі             | 29 вересня 1980         |
| 2620 Сантана            | 3 жовтня 1980           |
| 2647 Сова               | 29 вересня 1980         |
| 2661 Будзовський        | 23 березня 1982         |
| 2706 Боровський         | 11 жовтня 1980          |
| 2766 Левенгук           | 23 березня 1982         |
| 2781 Клечек             | 19 серпня 1982          |
| 2821 Славка             | 24 вересня 1978         |
| 3022 Доберманн          | 16 вересня 1980         |
| 3069 Гейровський        | 16 жовтня 1982          |
| 3096 Безруч             | 28 серпня 1981          |
| 3149 Окуджава           | 22 вересня 1981         |
| 3479 Малапарте          | 3 жовтня 1980           |
| 3515 Їндра              | 16 жовтня 1982          |
| 3592 Недбал             | 15 лютого 1980          |
| 3628 Божнемцова         | 25 жовтня 1979          |
| 3732 Вавра              | 27 вересня 1984         |
| 3735 Тршебонь           | 4 грудня 1983           |
| 3879 Махар              | 16 серпня 1983          |
| 3978 Клепеста           | 7 жовтня 1983           |
| 4114 Ясноржевська       | 19 серпня 1982          |
| 4124 Герріот            | 29 вересня 1986         |
| 4142 Дерсу-Узала        | 28 травня 1981          |
| 4170 Семмелвайс         | 6 серпня 1980           |
| 4250 Перун              | 20 жовтня 1984          |
| 4317 Ґарібальді         | 19 лютого 1980          |
| 4318 Бата               | 21 лютого 1980          |
| 4781 Сладковіч          | 3 жовтня 1980           |
| 4921 Волонте            | 29 вересня 1980         |
| 4927 О'Коннелл          | 21 жовтня 1982          |
| 5031 Швейцар            | 16 березня 1990         |
| 5203 Паваротті          | 27 вересня 1984         |
| 5228 Маца               | 3 жовтня 1986           |
| 5275 Здіслава           | 28 жовтня 1986          |
| (5327) 1989 EX1         | 5 березня 1989          |
| (5364) 1980 RC1         | 2 вересня 1980          |
| (5423) 1983 DC          | 16 лютого 1983          |
| (5514) 1989 BN1         | 29 січня 1989           |
| 5548 Тохерріот          | 3 жовтня 1980           |
| (5574) 1984 FS          | 20 березня 1984         |
| (5844) 1986 UQ          | 28 жовтня 1986          |
| (5860) 1981 QE1         | 28 серпня 1981          |
| 5893 Колтрейн           | 15 березня 1982         |
| (5895) 1982 UF2         | 16 жовтня 1982          |
| (5901) 1986 WB1         | 25 жовтня 1986          |
| (6059) 1979 TA          | 11 жовтня 1979          |
| (6067) 1990 QR11        | 28 серпня 1990          |
| 6077 Месснер            | 3 жовтня 1980           |
| (6086) 1987 VU          | 15 жовтня 1987          |
| (6126) 1989 EW1         | 5 березня 1989          |
| 6176 Хоріґан            | 16 січня 1985           |
| (6230) 1984 SG1         | 27 вересня 1984         |
| 6234 Шейлавулфман       | 30 вересня 1986         |
| (6248) 1991 BM2         | 17 січня 1991           |
| 6263 Друкмюллер         | 6 серпня 1980           |
| (6264) 1980 SQ          | 29 вересня 1980         |
| (6301) 1989 BR1         | 29 січня 1989           |
| (6369) 1983 UC          | 16 жовтня 1983          |
| (6476) 1987 VT          | 15 жовтня 1987          |
| (6507) 1982 QD          | 18 серпня 1982          |
| 6539 Ногавіца           | 19 серпня 1982          |
| 6544 Стівендік          | 29 вересня 1986         |
| (6593) 1986 UV          | 28 жовтня 1986          |
| (6624) 1980 SG          | 16 вересня 1980         |
| (6627) 1981 FT          | 27 березня 1981         |
| (6692) 1985 HL          | 18 квітня 1985          |
| 6697 Челентано          | 24 квітня 1987          |
| 6700 Кубішова           | 12 січня 1988           |
| 6779 Перрайн            | 20 лютого 1990          |
| (6822) 1986 UO          | 28 жовтня 1986          |
| (7076) 1980 UC          | 30 жовтня 1980          |
| (7175) 1988 TN2         | 11 жовтня 1988          |
| (7221) 1981 SJ          | 22 вересня 1981         |
| 7272 Дербідіар          | 21 лютого 1980          |
| (7325) 1981 QA1         | 28 серпня 1981          |
| (7374) 1980 DL          | 19 лютого 1980          |
| (7375) 1980 PZ          | 14 серпня 1980          |
| (7384) 1981 TJ          | 6 жовтня 1981           |
| (7395) 1985 RP1         | 10 вересня 1985         |
| 7984 Маріус             | 29 вересня 1980         |
| (8259) 1983 UG          | 16 жовтня 1983          |
| (8617) 1980 PW          | 6 серпня 1980           |
| (9160) 1986 UH3         | 28 жовтня 1986          |
| (9166) 1987 SC6         | 21 вересня 1987         |
| (9290) 1981 TT          | 6 жовтня 1981           |
| (9296) 1983 RB2         | 5 вересня 1983          |
| (9835) 1984 UD          | 17 жовтня 1984          |
| (9841) 1988 UT          | 18 жовтня 1988          |
| (10040) 1984 QM         | 24 серпня 1984          |
| (11475) 1982 VL         | 11 жовтня 1982          |
| (11822) 1981 TK         | 6 жовтня 1981           |
| (13483) 1980 SF         | 16 вересня 1980         |
| (14356) 1987 SF6        | 21 вересня 1987         |
| (15226) 1986 UP         | 28 жовтня 1986          |
| (16400) 1984 SS1        | 27 вересня 1984         |
| (16412) 1986 WZ         | 25 жовтня 1986          |
| (18303) 1980 PU         | 6 серпня 1980           |
| (18345) 1989 UP4        | 22 жовтня 1989          |
| (19133) 1988 PC2        | 7 серпня 1988           |
| (22261) 1980 AB         | 13 січня 1980           |
| (32777) 1987 QF1        | 21 серпня 1987          |
| (43762) 1986 WC1        | 25 жовтня 1986          |
| (55736) 1987 QC1        | 21 серпня 1987          |
| (58109) 1980 PQ         | 6 серпня 1980           |